# Max Design
Max Design war ein österreichischer Spieleentwickler mit Sitz in Schladming, der einige Computerspiele mit Kultstatus vor allem im deutschsprachigen Raum hervorgebracht hat. Das Unternehmen wurde bekannt für seine anspruchsvollen Wirtschaftssimulationen aus der Reihe Erlebte Geschichte und der Anno-Reihe, die bis heute eine große Fangemeinde haben und in den 1990er Jahren das Bild von der typisch deutschen Wirtschaftssimulation zeitgleich mit Titeln wie Der Patrizier vom Konkurrenten Ascon/Ascaron maßgeblich beeinflussten. Max Design stellte 2004 seine Aktivitäten ein.
Nach der Schließung im Jahr 2004 nahmen sich die Gründer eine Auszeit und waren 2006 mit dem neuen, aber juristisch oder wirtschaftlich nicht verwandten Unternehmen Red Monkeys kurzzeitig wieder in der Spielebranche aktiv, es wurde jedoch unter dem neuen Namen kein weiteres Spiel veröffentlicht.

## Firmengeschichte
Max Design wurde 1991 von den Brüdern Albert und Martin Lasser zusammen mit Wilfried Reiter gegründet. Das erste Spiel war die Wirtschaftssimulation Cash für den Commodore Amiga, die noch im selben Jahr erschien.
Max Design wurde bekannt für die umfassenden Anleitungen mit Hintergrundinformationen zum eigentlichen Spielthema. Zu 1869 – Hart am Wind (1992) gehörten ein geschichtlicher Abriss zum Imperialismus der Jahre von 1854 bis 1880 sowie ein Lexikon seemännischer Fachausdrücke, bei Burntime (1993) waren Artikel zum Klimawandel enthalten und bei Oldtimer (1994) zur Geschichte des Automobils bis zur Weltwirtschaftskrise.
Mitte der 1990er Jahre stand das Unternehmen kurz vor der Insolvenz und konnte sich nur knapp retten.
Das von Max Design initiierte und 1998 gemeinsam mit Sunflowers veröffentlichte Spiel Anno 1602 markierte gleich in zweierlei Hinsicht eine wichtige Grenze. Einerseits wurde es mit 2 Millionen verkauften Exemplaren bis 2002 zum bis dahin erfolgreichsten deutschen/österreichischen Computerspiel überhaupt und es legte den Grundstein für die Anno-Reihe. Andererseits sicherte sich Sunflowers im Rahmen der Zusammenarbeit erste Geschäftsanteile des Unternehmens Max Design. Über eine kontinuierliche Verlagerung des Kräfteverhältnisses in Richtung Sunflowers im Rahmen der Kooperation wurde in der Fangemeinde mit dem Erscheinen von Anno 1503 im Jahr 2002 spekuliert. Dessen Entwicklung begann bereits 1998 und war ursprünglich auf zwei Jahre angesetzt. Das Spiel wurde in Deutschland in weniger als zwei Wochen nach Erscheinen 200.000 Mal verkauft. Von den beiden von Max Design entwickelten Titeln der Anno-Reihe wurden bis 2006 insgesamt 4,2 Millionen Exemplare verkauft, 2018 lagen die Verkaufszahlen bei 4,4 Millionen Exemplaren.
Nach zwölf Jahren zog sich Max Design am 15. April 2004 aus der Spielebranche zurück. Laut Pressemitteilung handelte es sich dabei um eine „Pause und Neuorientierung“. Alle zehn Mitarbeiter wurden gekündigt, nur das Gründerteam blieb im Unternehmen. Im selben Jahr stellte Max Design seine Aktivitäten ein. Die Anno-Reihe wurde von Sunflowers in Kooperation mit Related Designs fortgeführt.
In einem Interview gab der Firmengründer Martin Lasser später an, nach insgesamt 12 Jahren Entwicklungstätigkeit sei das Kernteam „müde“ gewesen und habe Zeit für eine Neuorientierung benötigt. Wilfried Reiter erklärte 2018, man habe in den Entwicklungsjahren von Anno 1503 viele junge Talente durch die ländliche Lage des Unternehmenssitzes Schladming verloren. Die Gründer sahen demnach einen großen Investitionsbedarf und einen Umzug des Unternehmens als notwendige Voraussetzungen für einen Fortbestand.

## Bekannte Spiele
- Cash (1991) – Wirtschaftssimulation
- Think Cross (1991) – Puzzle
- Osiris (1992) – Puzzle
- 1869 – Hart am Wind (1992) – Wirtschaftssimulation
- Burntime (1993) – Strategiespiel
- Der Clou! (1994) – Abenteuerspiel (als Publisher, Entwickler: Neo Software)
  - Englischer Name The Clue!
- Oldtimer (1994/95) – Wirtschaftssimulation
  - Englischer Name Motor City
- Albert Lasser’s Clearing House (1995) – Börsensimulation
- Prototype (1995) – (als Publisher, Entwickler: Neo Software und Surprise! Productions)
- Strike Base (1996) – Weltraum-Action
- Anno 1602 (1998) – Wirtschaftssimulation/Strategie (Entwicklungspartner/Publisher: Sunflowers)
- Anno 1503 (2002) – Wirtschaftssimulation/Strategie (Entwickler/Publisher: Sunflowers)

## Sonstiges
Für die Spielmusik von 1869 und Burntime war Hannes Seifert, einer der späteren Gründer und Geschäftsführer von Neo Software, verantwortlich. Für deren Spiele trat Max Design auch als Publisher auf.
Mit Petko wollte Max Design Mitte der 1990er Jahre auch einen Titel im Adventure-Bereich platzieren. Eine spielbare Demo wurde noch veröffentlicht, das Projekt wurde jedoch nie abgeschlossen.

## Referenzen
1. ↑  max-design.at (Memento vom 17. Dezember 2003 im Internet Archive)
2. ↑  Justin Stolzenberg: Anno-Erfinder entwickeln Online-Rollenspiel. In: PC Games. 12. April 2006, abgerufen am 16. August 2020.
3. 1 2 3 4 5  Daniel Koller: Max Design: Als die erfolgreichsten Games aus Österreich kamen. In: Der Standard. 7. Oktober 2018, abgerufen am 16. August 2020.
4. ↑  Tomas Binder: Anno 1602 – Der Longseller schlechthin. In: spieleflut.de. 12. Februar 2002, abgerufen am 16. August 2020.
5. 1 2  Die Anno Macher entwicklen ein MMO: Wir konnten Projektleiter Martin Lasser die ersten Infos entlocken! Interview. In: Gamona. 20. April 2006, archiviert vom Original (nicht mehr online verfügbar) am 21. April 2015; abgerufen am 16. August 2020.
6. ↑  Max Design – Massenentlassung bei Anno-Programmierern. In: Gamestar. 16. April 2004, abgerufen am 16. August 2020.
7. ↑  Seltene Screenshots des Spielprojekts Petko (Memento vom 28. September 2007 im Internet Archive) auf TheLegacy